# Carl Spurzheim
Carl Spurzheim (oder Karl Spurzheim, * 8. April 1810 in Wien; † 8. Oktober 1872 ebenda) war ein österreichischer Arzt und Politiker.

## Leben
Spurzheim war der Sohn des Sattlermeisters Theodor Spurzheim und katholischer Konfession. Er studierte von 1829 bis 1835 Medizin an der Universität Wien und wurde 1835 dort zum Dr. med. promoviert. Danach folgten von 1835 bis 1837 Studienreisen durch Deutschland, Belgien und Frankreich.
Von 1837 bis 1840 war er Konzeptpraktikant bei der niederösterreichischen Landesregierung in Wien (zugleich Dienst im Allgemeinen Krankenhaus und im Gebärhaus in Wien). Zwischen 1840 und 1842 arbeitete er als Sekundararzt im Lazarett an der Währinger Straße, von 1841 bis 1842 auch als provisorischer Primararzt in einer Filiale des Allgemeinen Krankenhauses in Wien. Zwischen 1842 und 1859 war er Primararzt und Leiter der Irrenabteilung an der vereinigten Irren- und Versorgungsanstalt. Danach wirkte er von 1859 bis 1869 als Direktor der Irren-, Heil- und Pflegeanstalt in Ybbs an der Donau. Zuletzt war er von 1869 bis 1872 als Nachfolger von Josef Gottfried von Riedel Direktor der niederösterreichischen Landesirrenanstalt in Wien mit dem Titel Sanitätsrat. Er war Mitglied und Präsident des Vereins für Psychiatrie und forensische Psychologie in Wien und Mitglied mehrerer wissenschaftlicher Vereine.
Vom 1. September 1848 (für Johann Ranzoni) bis zum 24. Oktober 1848 vertrat er den Wahlkreis Österreich ob der Enns und Salzburg (Melk) in der Frankfurter Nationalversammlung. Im Parlament blieb er fraktionslos und stimmte mit dem Rechten Zentrum. Nachfolger wurde Franz Werner.

## Werke
Er war Verfasser medizinischer Artikel (u. a. "Rückblick auf die öffentlichen Irrenanstalten der Provinz Niederösterreich", in: Österreichische Wochenschrift der Gesellschaft der Ärzte, 1847).